# Michael Toon
Michael Toon, né le 11 avril 1979 à Brisbane, est un rameur australien.

## Biographie

### Palmarès

#### Aviron aux Jeux olympiques
- 2004 à Athènes,  Grèce
  -  Médaille de bronze en huit[1]

#### Championnats du monde d'aviron
- 2002 à Séville,  Espagne
  -  Médaille de bronze